# Leonora de Alberti
Leonora de Alberti (* 1870 in Marylebone, London; † 1934) war eine in England geborene Historikerin, Journalistin und Suffragette spanisch-französischer Abstammung. Sie schrieb nicht nur über spanische Geschichte und gab ein spanisch-englisches und ein portugiesisch-englisches Wörterbuch heraus, sondern war auch leitende Redakteurin der Zeitschrift der Catholic Women’s Suffrage Society.

## Leben
Alberti wurde als siebtes von zehn Kindern des aus dem spanischen Cádiz stammenden Sherry-Händlers Eugenio de Alberti und seiner Frau, der gebürtigen Französin Amalia de Acuñaga, geboren, die 1866 nach London gezogen waren. Nach dem frühen Tod des Vaters 1878 blieb die Mutter mit den acht überlebenden Kindern in London. Drei der Schwestern, Maria, die älteste, Leonora und Amalia, verdienten sich ihren Lebensunterhalt mit historischen Arbeiten in den Londoner Archiven. Die jüngste Schwester Amalia  war Journalistin und schuf eine dreibändige Übersetzung von Romain Rollands L’Ame enchantée.
Alberti arbeitete 1909 zusammen mit der Wirtschaftshistorikerin Annie Wallis Chapman an einer Arbeit für die Royal Historical Society über englische Händler und die spanische Inquisition, aus der 1919 das Buch English Merchants and the Spanish Inquisition in the Canaries entstand. Zu diesem Zeitpunkt hatte Alberti bereits als Redakteurin für die Camden Society gearbeitet.
In den Jahren 1919 und 1920 erstellte sie für Hill’s Dictionaries spanisch-englische und portugiesisch-englische Taschenwörterbücher.
Im Jahr 1925 half sie bei der Übersetzung von Lucien Wolfs Jews in the Canary Islands.
1913 veröffentlichte sie, teilweise als Reaktion auf die ihrer Meinung nach zu gemäßigten Ansichten anderer katholischer Suffragetten wie Margaret Fletcher, der Gründerin der  Catholic Women’s League, eine Broschüre mit dem Titel Woman Suffrage and Pious Opponents („Frauenwahlrecht und seine frommen Gegner“), in der sie argumentierte, dass katholische Frauen das Frauenwahlrecht nicht aus Gründen der Frömmigkeit ablehnen müssten.
Ab 1915 gehörte sie, während sie in Teilzeit im Public Record Office arbeitete, der Catholic Women’s Suffrage Society an und war leitende Redakteurin der Zeitschrift The Catholic Suffragist. Das Frauenwahlrecht stand im Mittelpunkt der Zeitschrift, aber Alberti schrieb auch Artikel gegen Gesetze, die Frauen diskriminierten, und Reaktionen auf sexistische Veröffentlichungen.
In den 1920er Jahren war sie ehrenamtliche Sekretärin des Council for the Representation of Women im Völkerbund.

## Werke
- Mit A. B. Wallis Chapman: English traders and the Spanish Inquisition in the Canaries during the reign of Queen Elizabeth. In: Transactions of the Royal Society. Band 3, Nr. 3, 1909, S. 237–253 (google.de).
- Woman Suffrage and Pious Opponents. The Catholic Women’s Suffrage Society, London 1910.
- Mit A. B. Wallis Chapman: English Merchants and the Spanish Inquisition in the Canaries: extracts from the archives in possession of the most Hon the Marquess of Bute. In: Camden Society. Band 3, Nr. XXIII. Offices of the Royal Historical Society, London 1912.
- Hill’s Spanish-English and English-Spanish Vest-Pocket Dictionary. Hill, London 1919.
- Hill’s Portuguese-English and English-Portuguese Vest-Pocket Dictionary and Self-Instructor, with conversations and idioms. Hill, London 1920.
- A History of the Catholic Women’s Suffrage Society. In: Catholic Citizen. 15. Oktober 1928, S. 77.